# Vévoda z Buckinghamu

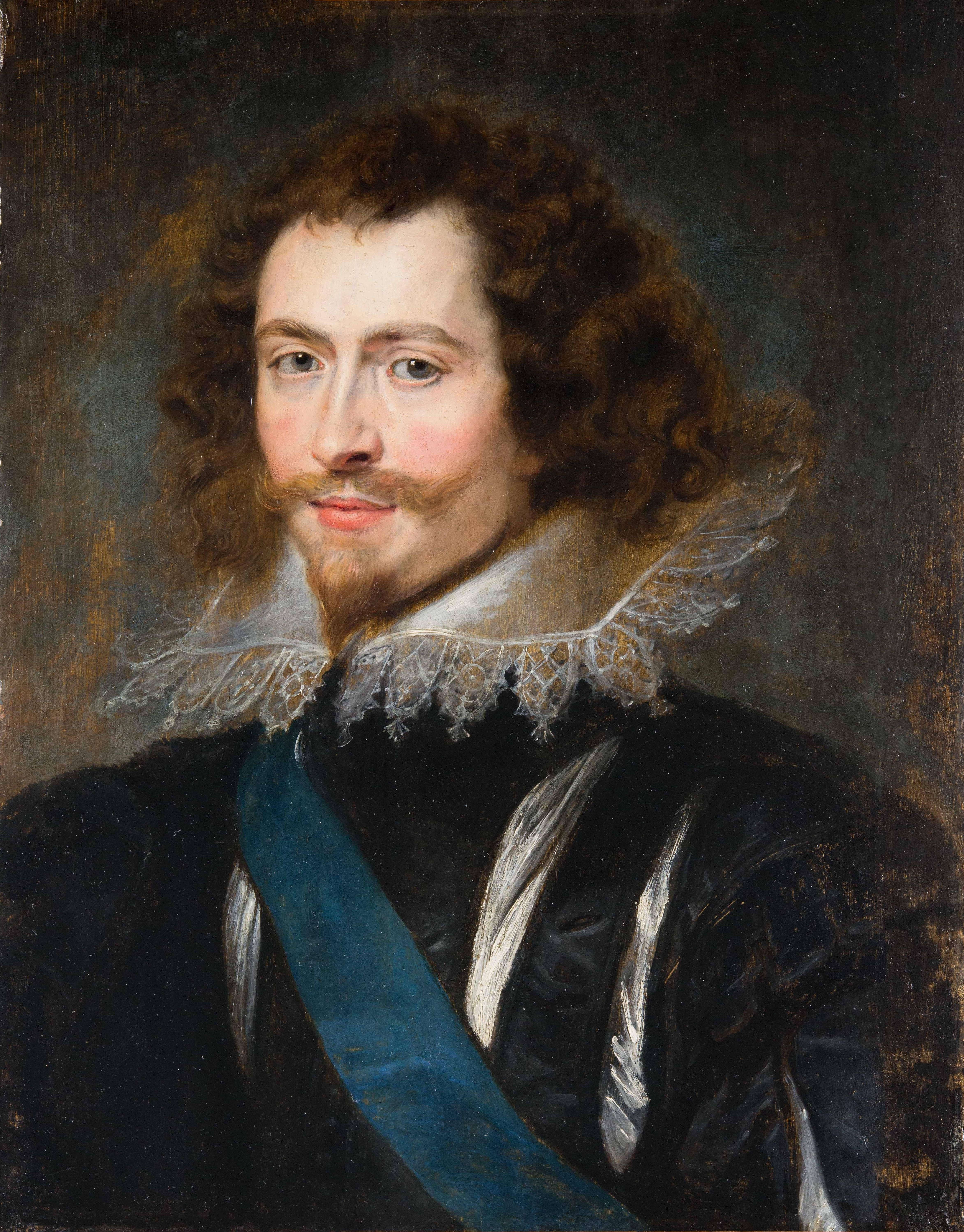
George Villiers, 1. vévoda z Buckinghamu

Vévoda z Buckinhgamu (anglicky Duke of Buckingham) byl dědičný britský šlechtický titul, nazvaný podle anglického města Buckingham v hrabství Buckinghamshire. V průběhu historie byl udělen postupně čtyřem rodinám, titul vévody z Buckinghamu užívalo v 15.–19. století celkem deset osob. Vesměs se jednalo o významné osobnosti britských dějin, osm z nich obdrželo prestižní Podvazkový řád. První vévoda z Buckinghamu z rodu Staffordů padl ve válce růží, jeho dva nástupci skončili na popravišti. Násilnou smrtí zemřel i nejznámější nositel titulu George Villiers, 1. vévoda z Buckinghamu (1592–1628). Posledním uživatelem vévodského titulu z Buckinghamu byla od roku 1822 vlivná politická dynastie Grenvillů, tento rod vymřel v roce 1889. Se jménem vévodů z Buckinghamu je spojen také Buckinghamský palác v Londýně postavený 1. vévodou z Buckinghamu z rodu Sheffieldů. Jeho potomci prodali palác v polovině 18. století královské rodině a později se stal oficiální panovnickou rezidencí.

## Historie titulu vévody z Buckinghamu

### Staffordové

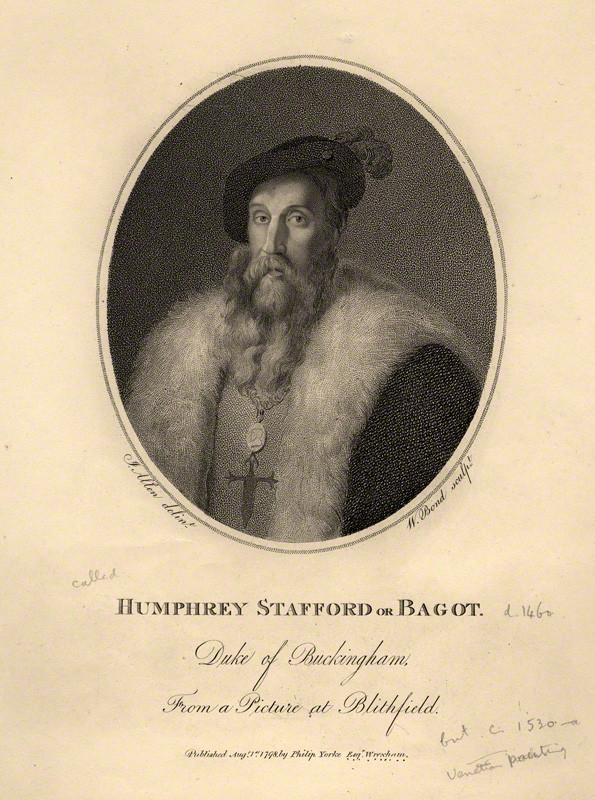
Humphrey Stafford, 1. vévoda z Buckinghamu

Titul vévody z Buckinghamu získal poprvé v roce 1444 Humphrey Stafford (1402–1460), který po matce pocházel z rodu Plantagenetů a po otci byl od dětství dědicem titulu hraběte ze Staffordu. Patřil k významným osobnostem války růží, v nichž byl oporou rodiny Lancasterů. Padl v bitvě u Northamptonu a tituly po něm zdědil vnuk Henry Stafford, 2. vévoda z Buckinghamu (1455–1483). Ten byl popraven za organizaci povstání proti Richardovi III. a všechny tituly byly rodině odňaty. Již o dva roky později po nástupu Jindřicha VII. byla titulatura obnovena pro Henryho syna Edwarda (1478–1521). Ten byl později popraven za vlády Jindřicha VIII. pro svou opozici proti prvnímu ministrovi kardinálu Wolseyovi. Vévodský titul byl rodině opět odňat, což bylo stvrzeno parlamentem v roce 1523. Edwardův syn Henry Stafford (1501–1563) získal později titul barona Stafforda (1547).

### Villiersové

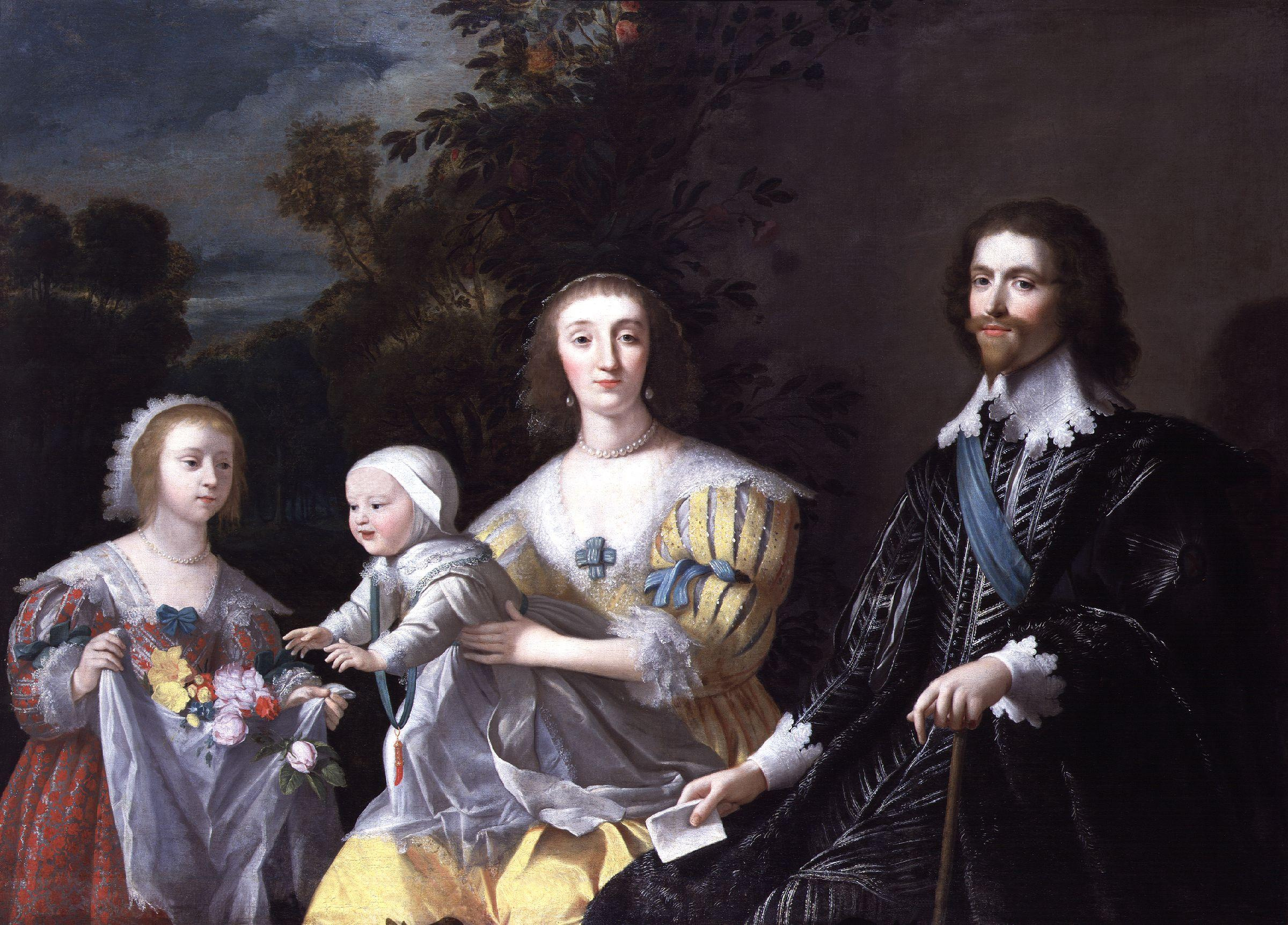
Portrét rodiny 1. vévody z Buckinghamu (1628, Gerard van Honthorst, Národní portrétní galerie (Londýn))

Druhým nositelem titulu vévody z Buckinghamu byl rod Villiersů, z nějž pocházel George Villiers (1592–1628), oblíbenec krále Jakuba I. Ten díky králově přízni již v roce 1614 získal rozsáhlé statky v Buckinghamshire s hlavním sídlem Biddlesden House a svůj majetek později rozšířil i do dalších hrabství. Zastával nejvyšší úřady u dvora i ve státní správě a svůj vliv stvrdil i postupem ve šlechtické hierarchii. V roce 1617 se stal hrabětem z Buckinghamu, o rok později byl povýšen na markýze z Buckinghamu (1618) a nakonec získal titul vévody (1623). Toto povýšení mělo význam mimo jiné v tom smyslu, že kromě příslušníků královské rodiny nikdo v té době vévodský titul neužíval. Vévoda z Buckinghamu si své postavení udržel i na počátku vlády Karla I., ale v roce 1628 byl úkladně zavražděn. Dědicem se stal jeho krátce předtím narozený syn George Villiers, 2. vévoda z Buckinghamu (1628–1687), který patřil k vlivným osobnostem období restaurace Stuartovců, kdy zastával vysoké funkce. V hrabství Buckinghamshire nechal postavit jako hlavní rodové sídlo zámek Cliveden House. Zemřel bez potomstva a jeho úmrtím tituly zanikly.

### Sheffieldové

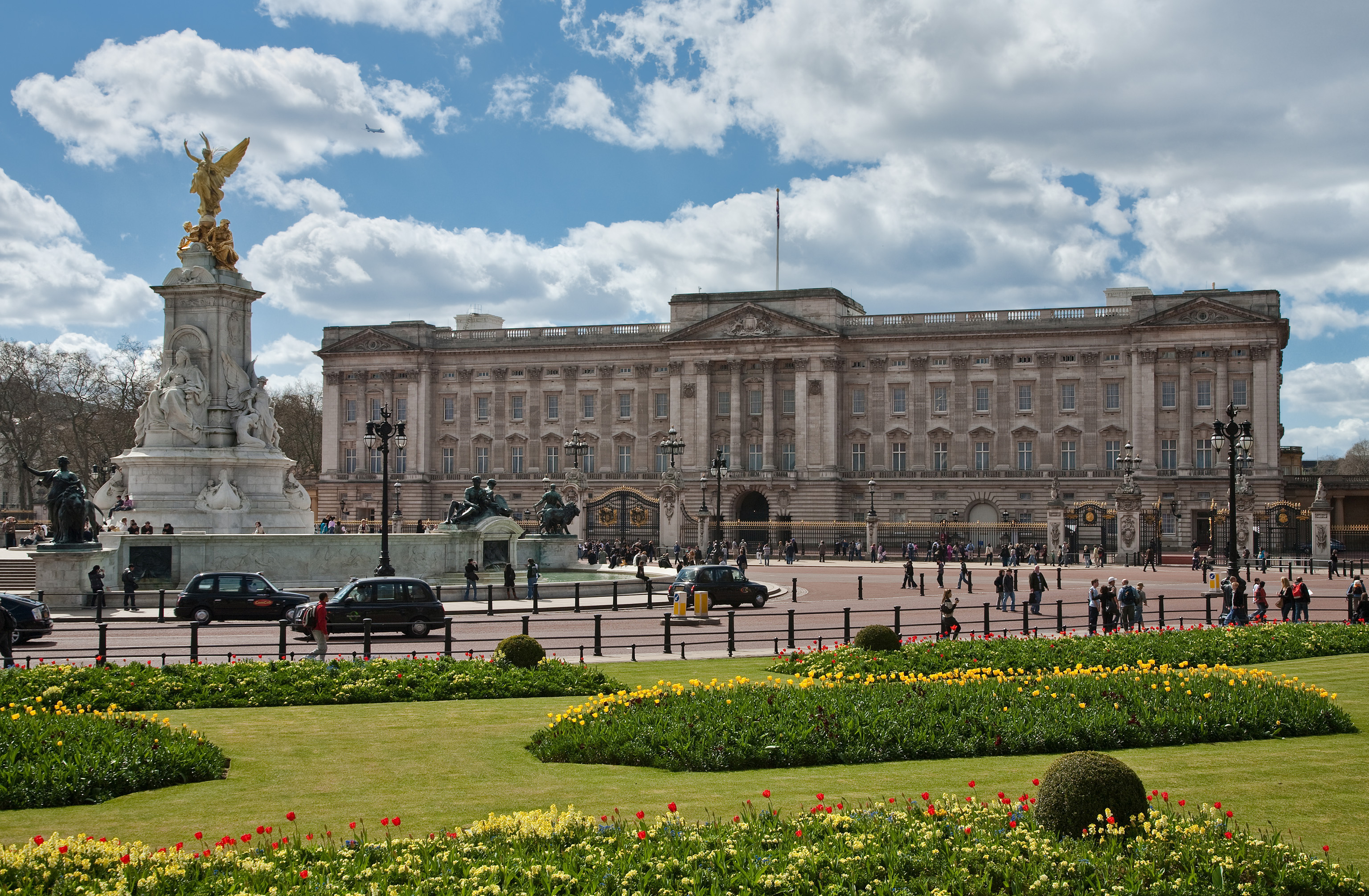
Buckinghamský palác v Londýně, sídlo 1. vévody z Buckinghamu a Normanby

Třetím nositelem titulu vévody z Buckinghamu se stal starobylý rod Sheffieldů připomínaný od 13. století. John Sheffield, 3. hrabě z Mulgrave (1647–1721), se uplatnil v armádě a námořnictvu, později s určitými výkyvy v kariéře zastával několik vysokých funkcí. Titul vévody z Buckinghamu (respektive z Buckinghamu a Normanby) získal v roce 1703 jako přední účastník jednání o sloučení Anglie se Skotskem. Mimo jiné nechal postavit v Londýně Buckinghamský palác, který jeho potomci později prodali královské rodině. Druhým vévodou z Buckinghamu a Normanby byl jeho nejmladší syn Edmund Sheffield (1716–1735), který sloužil v armádě a zemřel na tuberkulózu v Itálii. Majetek přešel na jeho nevlastního bratra Sira Charlese Sheffielda (1704–1774), titul vévody ale opět zanikl.

### Grenvillové

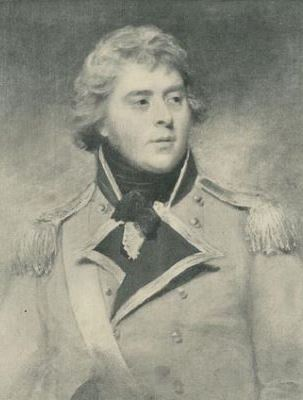
Richard Grenville, 1. vévoda z Buckinghamu a Chandosu, portrét od Georga Romneye

Čtvrtým nositelem titulu vévody z Buckinghamu byla rodina Grenville, z níž se během 18. století stala vlivná politická dynastie. Richard Grenville (1711–1779) zdědil statky rodu Temple v Buckinghamshire a hrabství Buckinghamshire jako parlamentní obvod Dolní sněmovny pak zastupovalo celkem dvanáct členů rodu. George Grenville (1753–1813) byl mimo jiné místokrálem v Irsku a ministrem zahraničí a v roce 1784 byl povýšen na markýze z Buckinghamu. Jeho syn Richard (1776–1839) byl 4. února 1822 povýšen na vévodu z Buckinghamu (respektive z Buckinghamu a Chandosu). Udělení vévodského titulu bylo výrazem usmíření vlády toryů s opoziční skupinou The Grenvilles, soustředěnou kolem rodiny. Hlavním rodovým sídlem v této době byl zámek Stowe House (Buckinghamshire), který má svou podobu z druhé poloviny 18. století. Následující generace rodu pak sídlily na zámku Gosfield House v Essexu. Přebíráním dědictví a titulů po spřízněných rodech užívali nakonec Grenvillové heraldicky velmi složitý erb a alianční příjmení Temple-Nugent-Brydges-Chandos-Grenville. Titulatura rodu vypadala v 19. století následovně: vévoda z Buckinghamu a Chandosu, markýz z Buckinghamu, markýz z Chandosu, hrabě Temple, hrabě Temple ze Stowe, vikomt Cobham. Poslední generace Grenvillů se potýkaly s vysokým zadlužením a v 19. století došlo ke značným majetkovým ztrátám. Posledním nositelem titulu vévody z Buckinghamu byl Richard Grenville, 3. vévoda z Buckinghamu a Chandosu (1823–1889), jímž rod vymřel.

## Seznam vévodů zBuckinghamu

### Vévodové zBuckinghamu, první udělení titulu (1444)
- Humphrey Stafford, 1. vévoda z Buckinghamu (1402–1460)
- Henry Stafford, 2. vévoda z Buckinghamu (1455–1483) (titul odňat 1483)
- Edward Stafford, 3. vévoda z Buckinghamu (1478–1521) (titul obnoven 1485; znovu odňat 1521)

### Vévodové zBuckinghamu, druhé udělení titulu (1623)
- George Villiers, 1. vévoda z Buckinghamu (1592–1628)
- George Villiers, 2. vévoda z Buckinghamu (1628–1687)

### Vévodové z Buckinghamu a Normanby, třetí udělení titulu (1703)
- John Sheffield, 1. vévoda z Buckinghamu a Normanby (1647–1721)
- Edmund Sheffield, 2. vévoda z Buckinghamu a Normanby (1716–1735)

### Vévodové z Buckinghamu a Chandosu, čtvrté udělení titulu (1822)
- Richard Grenville, 1. vévoda z Buckinghamu a Chandosu (1776–1839)
- Richard Grenville, 2. vévoda z Buckinghamu a Chandosu (1797–1861)
- Richard Grenville, 3. vévoda z Buckinghamu a Chandosu (1823–1889)

## Galerie

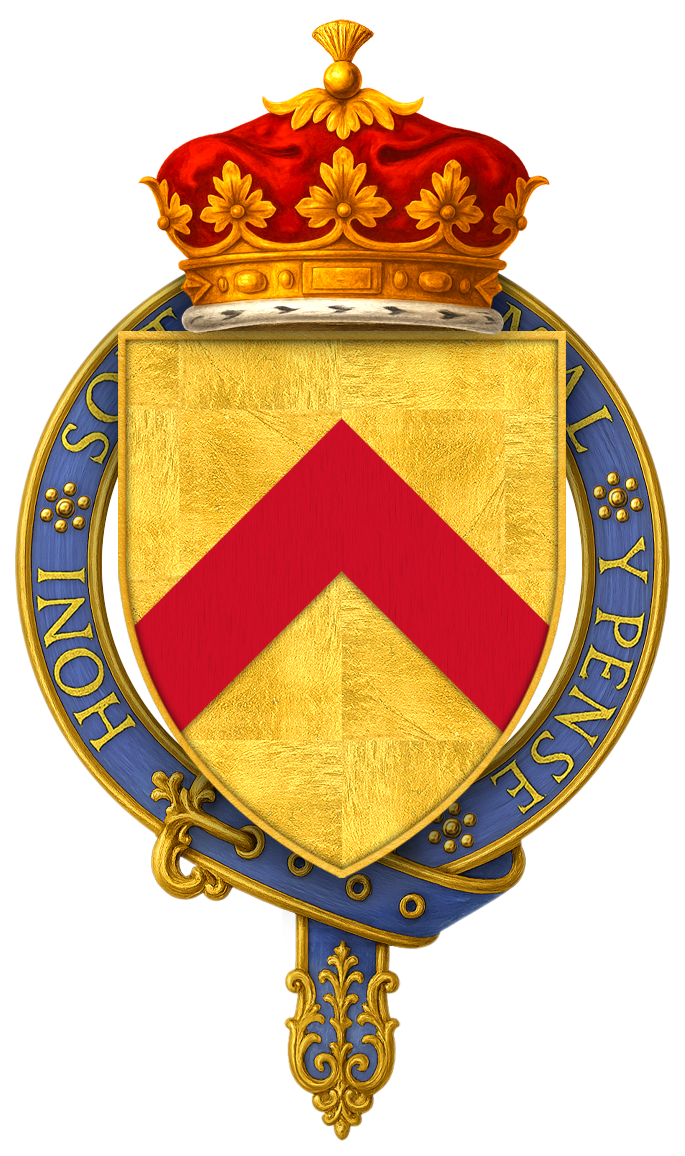
Erb Humphreye Stafforda, 1. vévody z Buckinghamu s dekorací Podvazkového řádu
Hrad Maxstoke Castle (Warwickshire), sídlo rodiny Staffordů
Erb Henryho Stafforda, 2. vévody z Buckinghamu
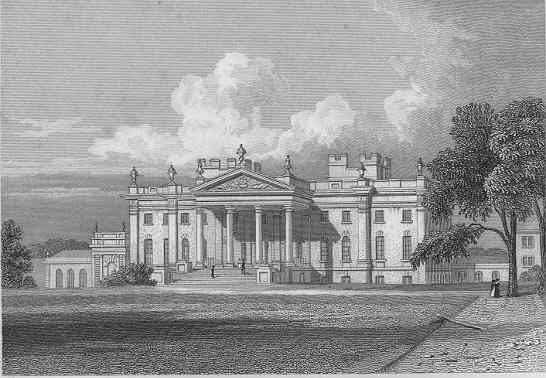
Zámek Duncombe Park (Yorkshire), majetek 1. vévody z Buckinghamu
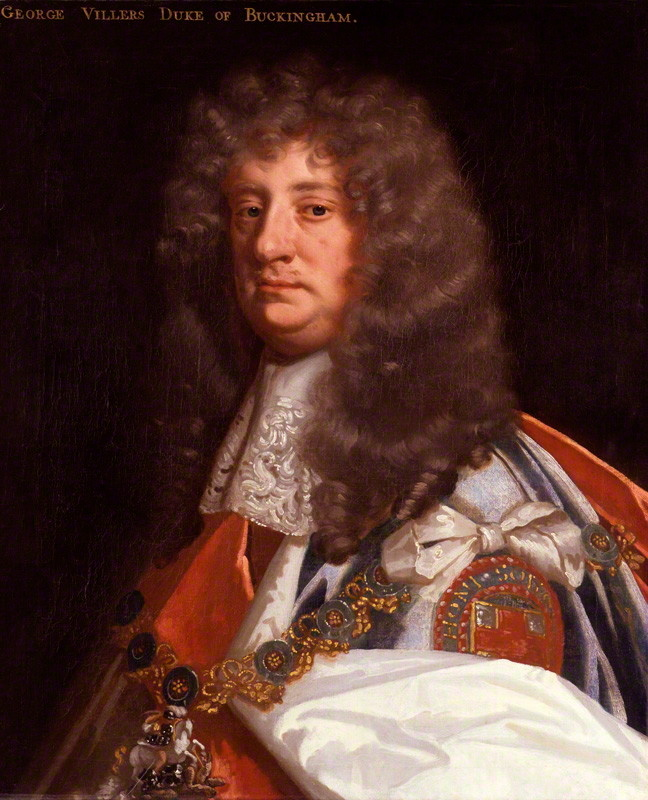
George Villiers, 2. vévoda z Buckinghamu
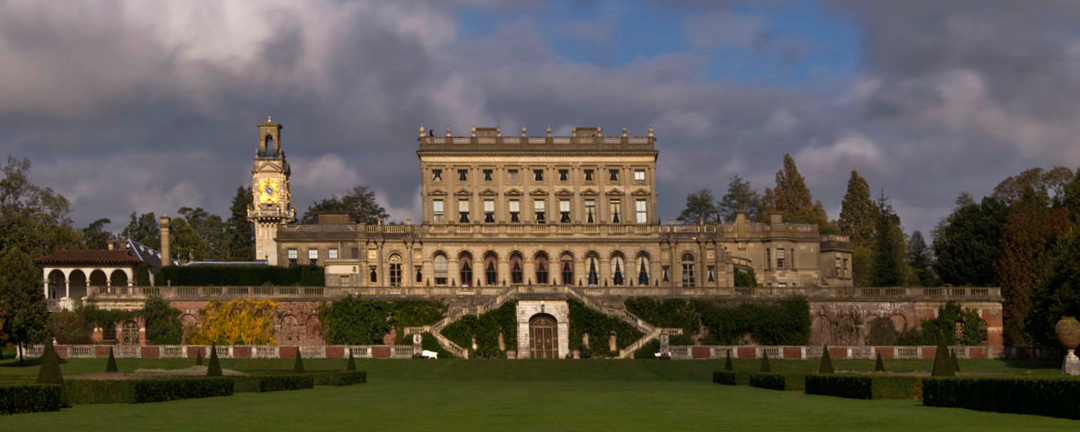
Zámek Cliveden House (Buckinghamshire), sídlo 2. vévody z Buckinghamu
John Sheffield, 1. vévoda z Buckinghamu a Normanby
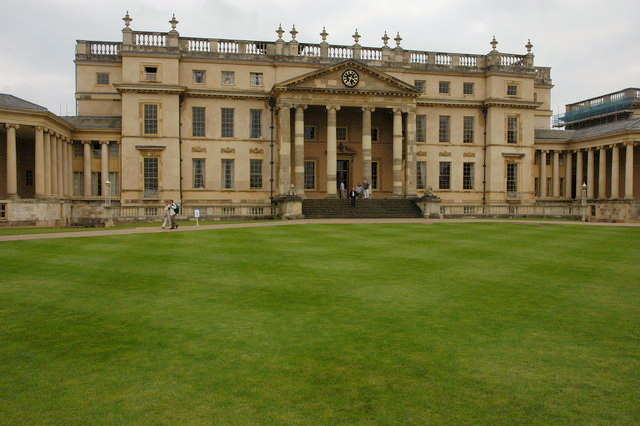
Zámek Stowe House (Buckinghamshire), sídlo rodu Grenville v 18. a 19. století
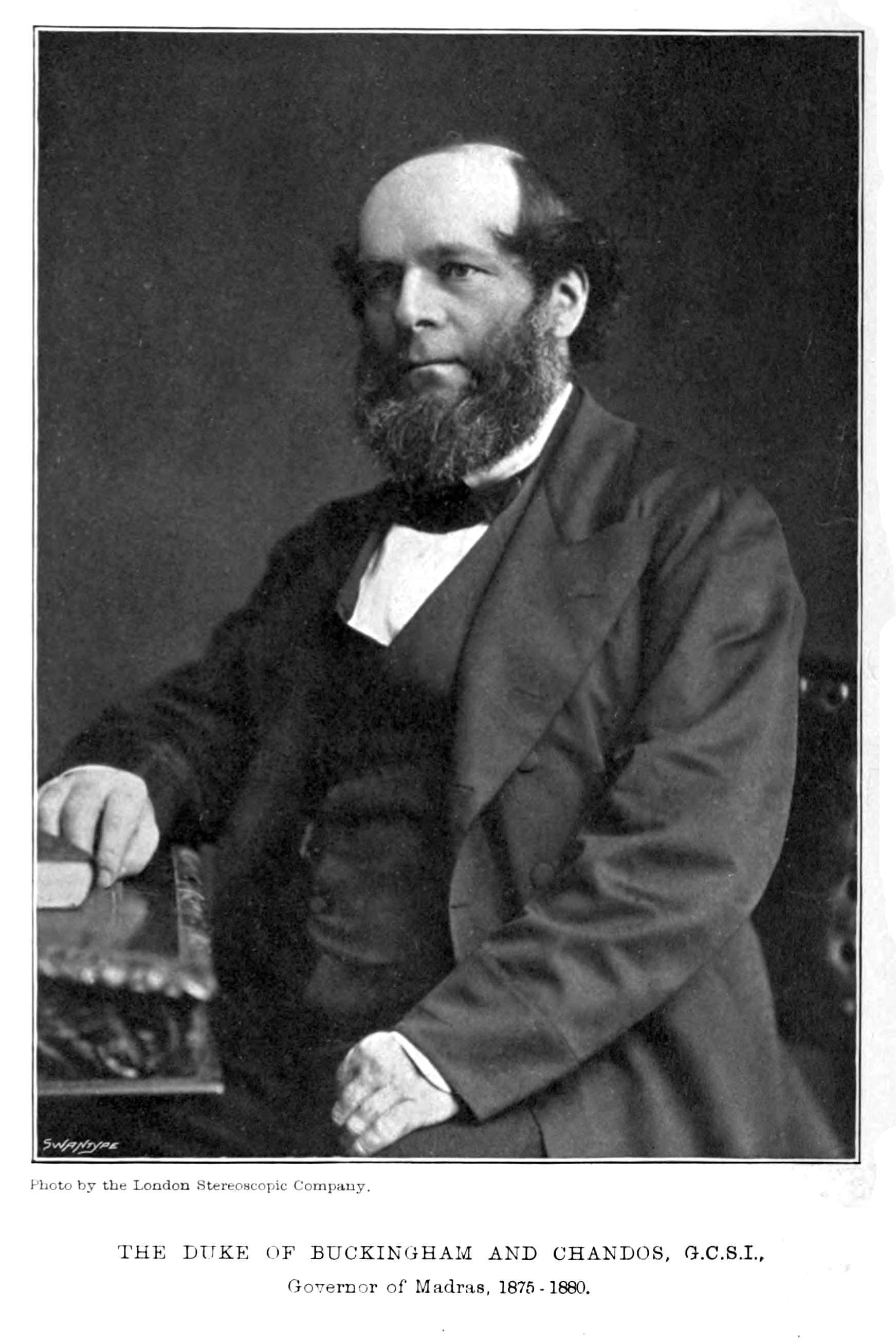
Richard Grenville, 3. vévoda z Buckinghamu a Chandosu
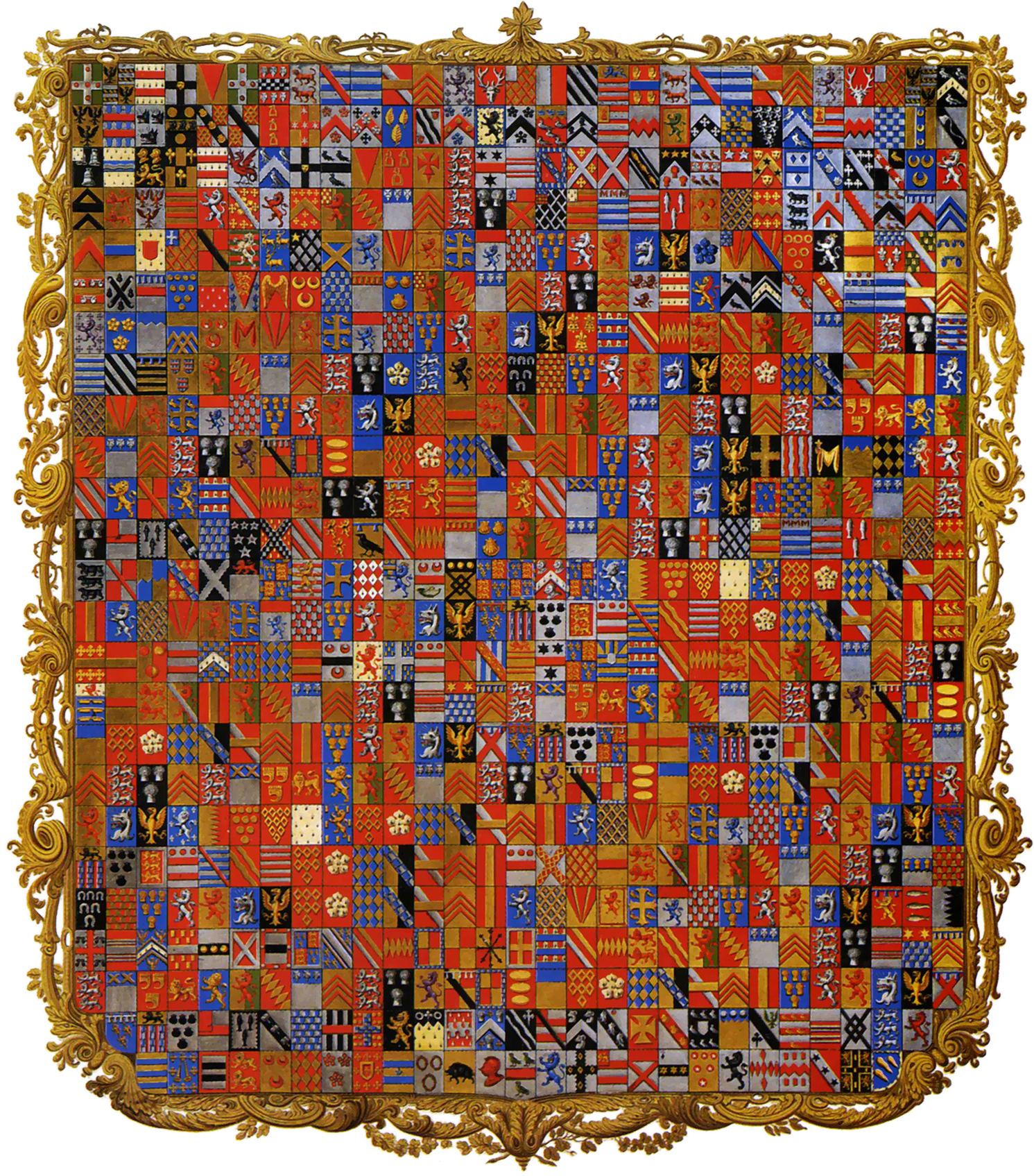
Erb vévodů z Buckinghamu a Chandosu v rodině Grenville